# Буцинівка
Буци́нівка (у минулому — Буценково) — село в Україні, у Роздільнянській міській громаді Роздільнянського району Одеської області. Адміністративний центр однойменного старостинського округу. Населення становить 593 особи. Неподалік від села знаходиться зупинка «Буценівка» Одеської залізниці.
Повз Буцинівку проходить автошлях обласного значення О160506 (ст. Вигода - Роздільна).

## Історія
Станом на 1 травня 1967 року село входило до складу Кіровської сільської ради. У Буцинівці знаходився господарський центр колгоспу «Шляхом Леніна».
Виконавчий комітет Одеської обласної ради народних депутатів рішенням від 15 грудня 1987 року у Роздільнянському районі утворив Буцинівську сільраду з центром в селі Буцинівка і сільській раді підпорядкував села Карпівка, Кузьменка, Міліардівка, Новодмитрівка Кіровської сільради.
У результаті адміністративно-територіальної реформи село ввійшло до складу Роздільнянської міської територіальної громади та після місцевих виборів у жовтні 2020 року було підпорядковане Роздільнянській міській раді. До того село входило до складу ліквідованої Буцинівської сільради і було її центром.

## Населення
Згідно з переписом УРСР 1989 року чисельність наявного населення села становила 488 осіб, з яких 217 чоловіків та 271 жінка.
За переписом населення України 2001 року в селі мешкало 560 осіб.
2010 — 583 особи;
2011 — 586 осіб.

### Мова
Розподіл населення за рідною мовою за даними перепису 2001 року:
| Мова       | Відсоток |
| ---------- | -------- |
| українська | 88,52 %  |
| молдовська | 6,36 %   |
| російська  | 3,89 %   |
| вірменська | 0,71 %   |
| білоруська | 0,18 %   |
| болгарська | 0,18 %   |
| німецька   | 0,18 %   |

## Транспорт
Електропоїзди Одеса-Роздільна-Мигаєве, Одеса-Балта, Одеса-Вапнярка зупиняються на зупинці «Буценівка».